# Рэпкор
Рэпкор — жанр альтернативной рок-музыки, характерный использованием рэпа (речитатива) в качестве вокала. Рэпкор сочетает в себе инструментальные и вокальные свойства таких направлений, как панк-рок, хардкор-панк и хип-хоп.

## История

### Развитие жанра (1980-е — середина 1990-х)

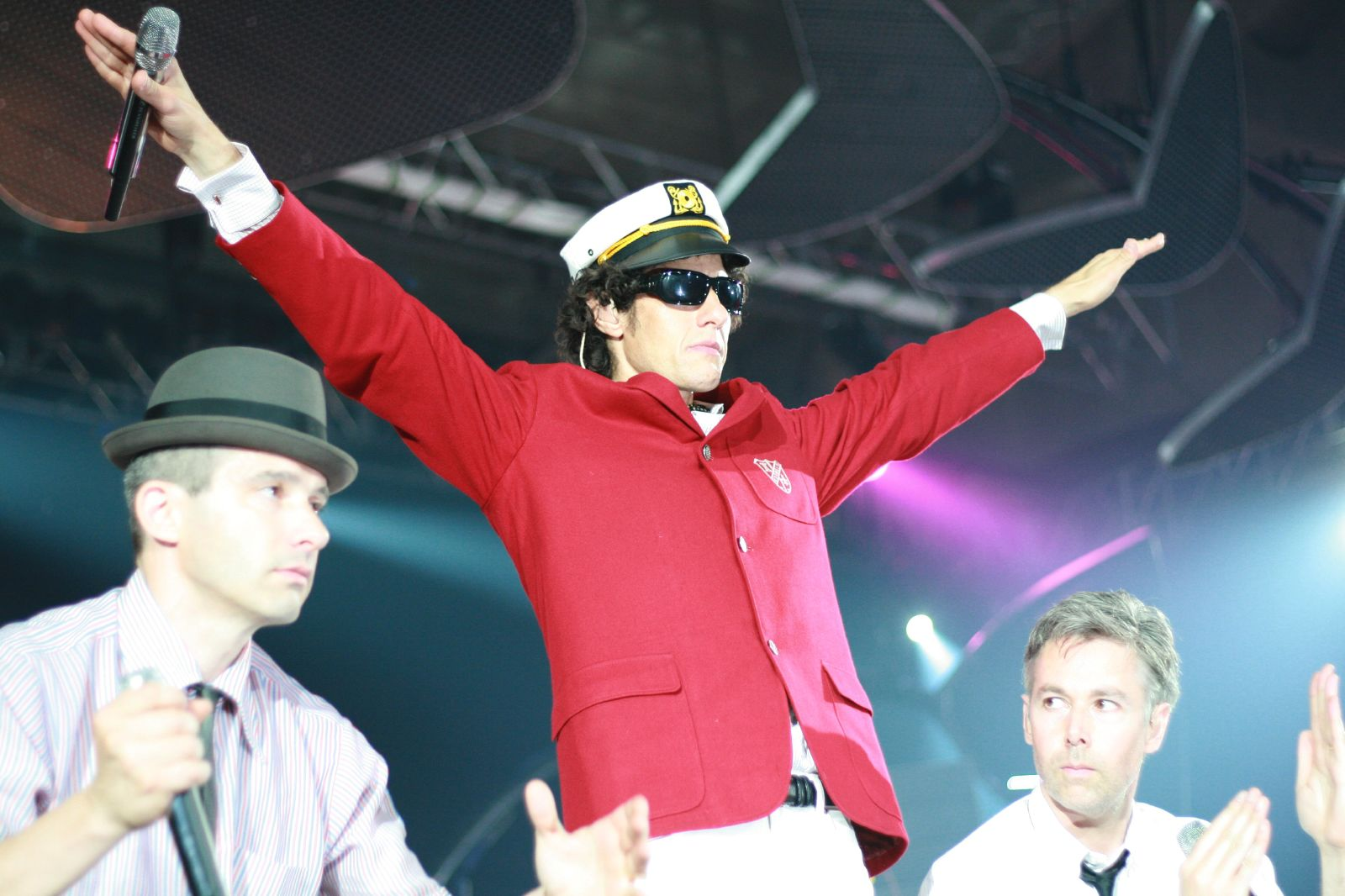
Beastie Boys принято считать «основателями» рэпкора

Рэпкор возник во второй половине 1980-х годов, вместе с похожим «скрещенным» музыкальном жанром, называемым фанк-метал. Первой рэпкор-группой принято считать Beastie Boys, музыкальный коллектив из Нью-Йорка. Они первыми совместили хип-хоп с хардкор-звучанием. Их дебютный альбом Licensed to Ill вышел в 1986 году занял лидирующие позиции в поп и R&B чартах. В 2012 году, после смерти Адама Яуха альбом снова вошёл в чарты Billboard. Считается, что группа Biohazard также оказала большое влияние на развитие жанра. В своём втором альбоме Urban Discipline (1992) к изначальному трэш-метал звучанию они добавили хип-хоп, тем самым популяризовав «скрещенные» жанры на рок-сцене. В 1994 году американская группа Dog Eat Dog выпускает свой дебютный альбом All Boro Kings, который занимает высокие позиции в европейских чартах. Коллектив придаёт жанру новое звучание, добавляя в свои песни духовые инструменты. Калифорнийский коллектив (hed) P.E. издаёт рэпкор-записи с 1995 года. Сама группа называет свой стиль «G-Punk» — смесь G-Funk и панк-рока.

### «Золотой век» рэпкора (конец 1990-х — начало 2000-х)
В середине-конце 1990-х жанр получает сильное развитие, появляется множество известных рэпкор-групп. В 1995 году группа 311 «штурмует» альтернативные чарты Billboard с одноимённым альбомом и синглами «Down» и «All Mixed Up», исполненными на границе жанров хип-хоп и рэгги-рок. Второй альбом коллектива Rage Against The Machine под названием Evil Empire в 1996 году занимает первую позицию в чарте Billboard 200. В 1997 году выходит дебютный альбом группы Limp Bizkit под названием Three Dollar Bill, Yall$. В 2000-х Limp Bizkit становится одной из наиболее успешных рэпкор-групп. В 1998 году четвёртый релиз Кид Рока Devil Without a Cause распродаётся 11 миллионами копий. В 1999 году группа Kottonmouth Kings выпускает свой первый альбом. Свой стиль группа определяет как «психоделический хип-хоп панк-рок» С 1999 года группа выпустила тринадцать альбомов, ни один из которых, однако, не имел коммерческого успеха.

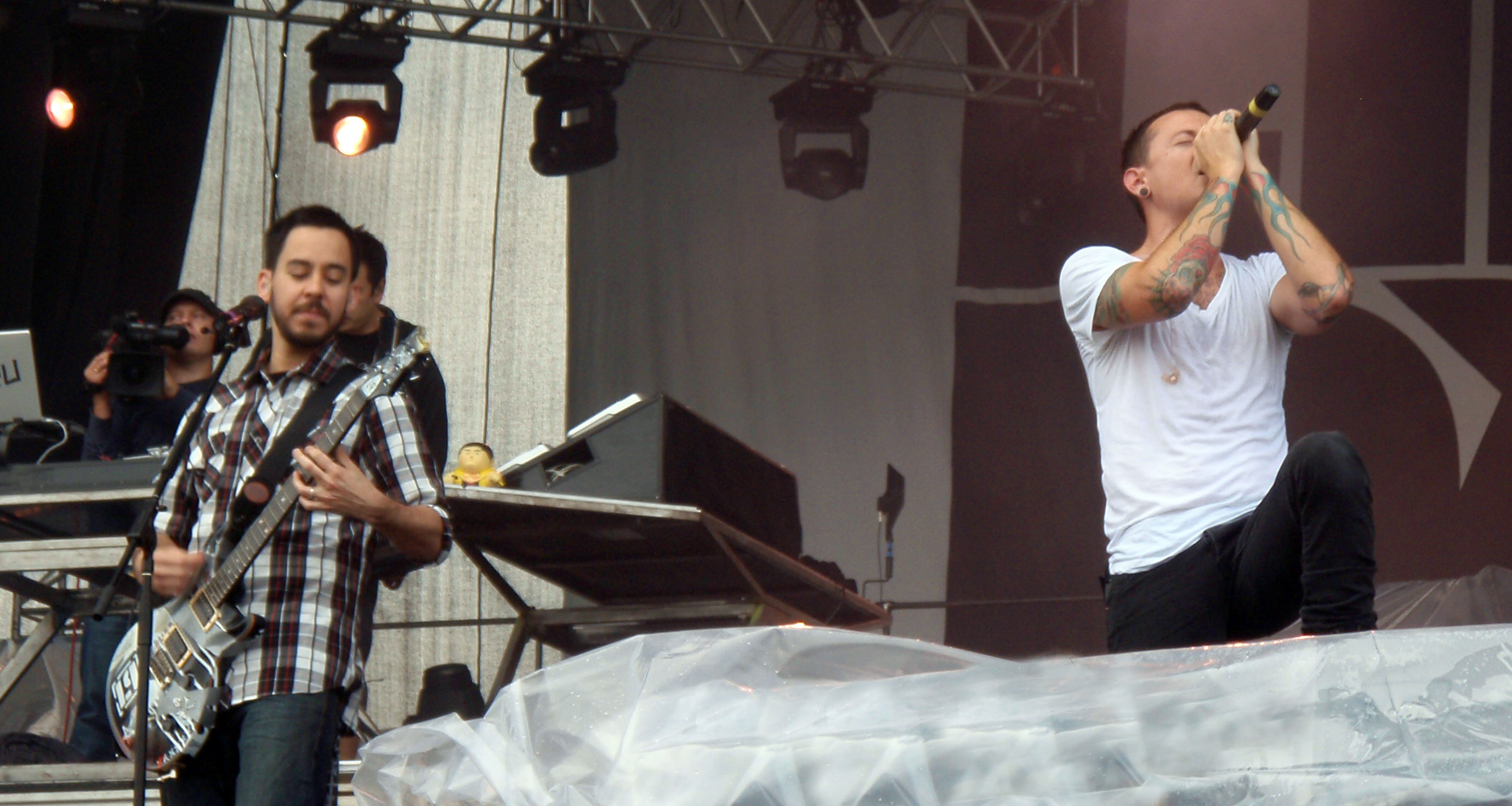
Linkin Park является наиболее успешной рэпкор-группой 2000-х

Зимой 2000 года альбом Hooray for Boobies группы Bloodhound Gang занимает лидирующие позиции в североамериканских и европейских чартах. В том же году выходит второй и наиболее успешный альбом группы Papa Roach под названием Infest. Сингл «Last Resort» занял первую позицию в альтернативном чарте Billboard.
Осенью 2000 года ню-метал/рэпкор-группа Linkin Park выпускает свой дебютный альбом Hybrid Theory, который занимает вторую строчку в Billboard 200 и второе место в списке самых продаваемых альбомов десятилетия. Песня «In the End», четвёртый сингл с альбома, является одной из наиболее известных рэпкор-композиций. Весной 2001 года рэпкор-группа Crazy Town занимает первое место в Billboard Hot 100 с песней «Butterfly» из альбома The Gift of Game, который вышел в 1999 году. Христианская рок-группа P.O.D. выпускает свой наиболее известный альбом Satellite в жанре рэпкор/ню-метал осенью 2001 года.

### Середина 2000-х — наст. время
Во второй половине 2000-х интерес к рэпкору уменьшается, всё меньше новых рэпкор-исполнителей попадают в хит-парады. С 2005 года появляются такие исполнители как One Day as a Lion, Hazen Street, Avery Watts. Наибольшей известности добилась группа Hollywood Undead, дебютный альбом под названием Swan Songs вышел в 2008 году. Стиль группы совмещает в себе хип-хоп, рэп-метал, скримо-кранк и «жестокое отношение к окружающему».

### Рэпкор в России
В России одними из первых, кто записал композицию в жанре рэпкор, был дуэт «Мишины дельфины», состоящий из солиста «Дельфина» и гитариста Михаила Воинова. Их композиция «Я хочу умереть», записанная на студии «2С» весной 1994 года, вышла на дебютном альбоме группы «Дубовый Гаайъ» — Stop Killing Dolphins (1994). Позже появились группы 7000$, Кирпичи, I.F.K., Jane Air, Bad Balance (композиция «Тик Т. М. Так» из альбома «Чисто про…») и некоторые другие. Помимо этого, со второй половины 90-х в этом жанре работала и группа Сектор Газа. Сейчас же среди российских групп данный стиль стал довольно распространённым. В русскоязычных текстах прослеживается упор на остросоциальные темы и философию.